# Natten hade varit mild och öm
Natten hade varit mild och öm är Ulf Lundells tredje album, ett livealbum som spelades in under 1976 och 1977. Skivan utkom på vinyl den 20 april 1977. 
Albumet innehåller fyra covers: "Route 66", "Johnny Gitarr" ("Johnny B. Goode" av Chuck Berry), "My Generation" (The Who) och "Och gott öl kom". Den sistnämnda, baserad på en dikt av Robert Burns, spelades in i studio inför inbjuden publik som bjöds på öl för att skapa rätt stämning. 
Lundell framträdde under turnén då albumet spelades in tillsammans med rockgruppen Nature, där kända musiker som Mats Ronander och Lasse Wellander ingick. Albumet utkom på CD 1992 och ytterligare en gång 2000, då remastrad med sex bonusspår inspelade under samma turné.

## Låtlista
1. "Stockholms City" – 4:41
2. "Som en syster" – 2:58
3. "Lismare" – 4:41
4. "Om vi vill och törs" – 3:06
5. "Sextisju, sextisju" – 5:17
6. "Lilla Anette" – 5:10
7. "Route 66" – 2:57 (Mats Ronander på sång)
8. "Jonny Gitarr" – 4:27
9. "Yellow Tango/My Generation" – 4:46 (Mats Ronander på sång)
10. "Och gott öl kom" – 5:40
11. "När duellen är över" – 4:28

### Bonusspår på remastrad utgåva 2000
1. "Då kommer jag och värmer dej" – 5:04
2. "USA" – 4:07
3. "Mitt i nattens djungel ställd" – 6:26
4. "Bente" – 6:56
5. "Våren närmar sej city" – 4:15

## Medverkande
- Ulf Lundell – Sång, gitarr
- Mats Ronander – Gitarr, munspel, sång
- Lasse Wellander – Gitarr, dragspel
- Pär David Johnsson – Bas
- Stanley Larsson – Trummor
- Reg Ward – Saxofon, flöjt

## Listplaceringar
| Lista (1977) | Topplacering |
| ------------ | ------------ |
| Sverige      | 10           |